# Biroella utea
Biroella utea är en insektsart som beskrevs av Bolívar, I. 1914. Biroella utea ingår i släktet Biroella och familjen Morabidae. Inga underarter finns listade i Catalogue of Life.